# Winchester Modèle 1887

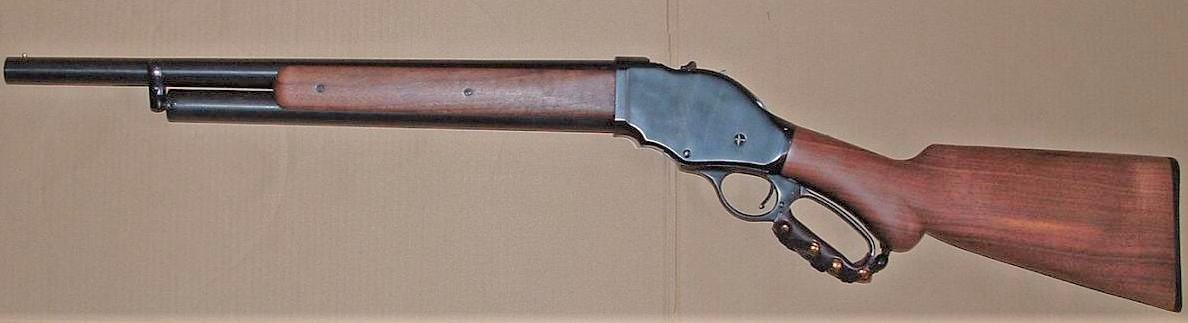
Le Winchester Modèle 1887 en version « Police ».

La Winchester Model 1887 est un fusil de chasse à répétition qui fonctionne par un mécanisme à levier de sous-garde, semblable à celui de la Winchester 1873, et qui tirait initialement des cartouches à poudre noire. Elle a été inventée par John Moses Browning, et fabriquée par la Winchester Repeating Arms Company aux XIXe et XXe siècles. Winchester a produit à partir de 1901, un Model 1901, version améliorée conçue pour utiliser des cartouches à poudre sans fumée, mais disponible seulement en calibre 10, afin de ne pas porter concurrence aux autres fusils Winchester de l'époque en calibre 12. 

## Présentation
Cette arme est équipée d'un levier placé derrière la détente. L'action du levier, lorsque tiré, éjecte la cartouche et, lorsque remis en position, amène une nouvelle cartouche dans la chambre. Ce type de mécanisme, sur les fusils, a cependant été rapidement déclassé et remplacé par le mécanisme à pompe, beaucoup plus pratique. Les Modèles 1887/1901 étaient ainsi construit en bois et en acier et ont reçu un canon rond. L’éjection des douilles se fait par le haut de l’arme. Les organes de visée sont simples et se limitent à un guidon en forme de grain d'orge.

## Répliques modernes et tir sportif
Elle doit son renouveau, sous forme de répliques italiennes ou chinoises destinées à la chasse au Tir western, à son utilisation par le T-800 (joué par Arnold Schwarzenegger) dans le film Terminator 2 : Le Jugement dernier sous la forme d'un fusil à canon scié.

## Diffusion et représentation dans la culture populaire
Ainsi entre 1887 et 1901 ont été produits 65 000 exemplaires en version chasse, riotgun et/ou coach gun d'où un usage limité par quelques polices américaines et les équipages d'une compagnie de diligences (canons de 56 cm). 
Quant au Model 1901 sa production s'étendit de 1901 à 1920 pour 13500 armes vendues.
À l'époque de la Grande Dépression, le fusil Winchester 1887 à canon court, chambré en calibre 10, avait séduit le gangster Clyde Barrow  : il fait en effet partie des armes saisies dans leur planque après que la police les ait abattus, lui et sa compagne Bonnie Parker, le 23 mai 1934
En plus de Terminator 2, le fusil Winchester Modèle 1887 apparaît dans plusieurs westerns dont  : Les Professionnels, Monte Walsh et Juge et Hors-la-loi.
Le model 1887 est aussi une arme disponible dans le jeu vidéo multi-console/PC Call of Duty: Modern Warfare 2 et Call of Duty: Modern Warfare 3 en campagne solo et multijoueur, Il apparaît également dans Far Cry 3, Far Cry 4, Call of Duty: Black Ops, BioShock Infinite, SCUM, Resident Evil 3: Nemesis et Fallout: New Vegas.

## Fiches techniques
«  Winchester Version 1887 chasse » ( États-Unis)
- Munition : calibre 10 ou calibre 12
- Canon : 77 ou 82 cm
- longueur totale : 126 à 131 cm
- Masse à vide :
  - en calibre 12 : 3,9 kg environ
  - en calibre 10 : 4,5 kg environ
- Magasin tubulaire : 5 coups (+1 cartouche chambrée).

«  Winchester Version 1887 police » ( États-Unis)
- Munition : calibre 10 ou calibre 12
- Canon : 51 cm
- longueur totale : 1m
- Masse à vide en calibre 12 : 3,6 kg environ
- Magasin tubulaire : 5 coups (+1 cartouche chambrée).

«   Winchester Version 1901 chasse » ( États-Unis)
- Munition : calibre 10
- Canon : 82 cm
- longueur totale : 131 cm
- Masse à vide : 4,5 kg environ
- Magasin tubulaire : 5 coups (+1 cartouche chambrée).

«  Azur Armes Version 1887 Western » ( Chine/ France)
- Munition : calibre 12
- Canon : 61 cm
- longueur totale : 106 cm
- Masse à vide : 3,5 kg environ
- Magasin tubulaire : 5 coups (+2 cartouches chambrées).

«  Azur Armes Version 1887 Chasse » ( Chine/ France)
- Munition : calibre 12
- Canon : 71 cm
- longueur totale : 116 cm
- Masse à vide : 3,7 kg environ
- Magasin tubulaire : 5 ou 7  coups (+2 cartouches chambrées).

«  Chiappa Lever Action 1887 Shot Gun Version 1887 Chasse » ( Italie)
- Munition : calibre 12
- Canon : 71 cm
- longueur totale : 114 cm
- Masse à vide : 3,7 kg environ
- Magasin tubulaire : 5 (+2 cartouches chambrées).

«  Norinco Version 1887W Cowboy » ( Chine)
- Munition : calibre 12
- Canon : 56 cm
- longueur totale : 1,01m
- Masse à vide en calibre 12 : 3,3 kg environ
- Magasin tubulaire : 5 coups (+1 cartouche chambrée).

## Sources
- Le Chasseur Français  (pour la copie italienne)
- Vidéo de l'essai de l'Azur Armes Western par M. Bottreau (pour la copie Azur)
- M. Bottreau, « Winchester modèle 1887.Un shotgun à levier de sous-garde », Action Armes & Tir n°302, Octobre 2006 (pour la copie Norinco)

Recherche avancée

Action Armes & Tir N°302, octobre 2006.